# Pitbull Stadium
Das Pitbull Stadium (oder auch „The Cage“ genannt) ist ein College-Football-Stadion auf dem Campus der Florida International University. Die College-Football-Mannschaft der Universität, die FIU Panthers, nutzt die Spielstätte. Die Anlage liegt im CDP Westchester, nahe der US-amerikanischen Stadt Miami im Miami-Dade County, an der Südspitze des Bundesstaates Florida. Es wurde 1995, damals noch unter dem Namen FIU Community Stadium eröffnet. Von 2001 bis 2014 galt die Kurzform FIU Stadium. Im August 2014 unterschrieb die FIU einen Sponsoringvertrag über drei Jahre mit der Orange Bank. Das Stadion hieß seitdem Ocean Bank Field at FIU Stadium. Von 2017 bis 2022 trug die Sportstätte den Namen von Riccardo Silva, Mitbesitzer des Fußballfranchises Miami FC.
Am 6. August 2024 gab die FIU bekannt, dass der in Miami lebende Rapper Pitbull neuer Namensgeber des Stadions wurde.

## Geschichte
Nach der Planung des Stadions durch Rossetti Architects und dem drei Millionen US-Dollar teuren Bau durch das Bauunternehmen Odebrecht 1994 wurde das FIU Stadium am 24. September 1995 feierlich eröffnet. Noch im selben Jahr wurde der Betrieb auf dem nahegelegenen Tamiami Field eingestellt und ein Großteil der dort beheimateten Sportabteilungen übersiedelte ins neue Arena. Als die Florida International University im August 2002 zum ersten Mal eine Football-Mannschaft aufstellte, wurde der Mannschaft das FIU Stadium als Heimspielstätte zugewiesen. Kurz zuvor wurde die Anzahl der Sitzplätze von 7.000 auf 21.010 aufgestockt.

### Renovierung (2007–2012)
Im März 2007 begann man mit den ersten Schritten der bis 2012 dauernden Renovierungsarbeiten, die in vier separate Teilabschnitte gegliedert sind. Gleich zu Beginn der Arbeiten wurde die Kapazität der Sitzplätze von zuerst 21.010 auf 20.000 (inklusive Club-Sitze) reduziert.
Im September 2008 wurde die erste Phase der Arbeiten abgeschlossen. Diese beinhaltete neben der Reduzierung der Sitzplätze und dem Aufbau von 1.400 Sitzen im ebenfalls neuerrichteten „Panthers Club“ auf der Längsseite des Stadions, eine Vielzahl anderer Erweiterungen. Dazu zählen eine neue Presse-Box, eine neue Stadionbeleuchtung, eine JumboTron-Videowand, neue Trainer-Büros, sowie die Erweiterung der Umkleidekabinen und Fitnessräume und der Bau von 19 Suiten. Des Weiteren wurden bei den Einzelsitzen und Bänken auf den Tribünen auf Rücklehnen geachtet, um den Komfort der Besucher zu steigern.
Nachdem während der ersten Phase die das Spielfeld umgebende Leichtathletikanlage entfernt und die gesamte Spielfläche mit einem hochwertigen Kunstrasen (FieldTurf) ausgestattet wurde, mussten die Leichtathletikmannschaften der Uni ebenfalls aus dem Stadion weichen. Mit dem Kunstrasen und der dadurch auch erweiterbaren Spielfläche entspricht das Stadion auch den Anforderungen der FIFA für ein internationales Fußballfeld. Das FIU Stadium war außerdem als Spielstätte eines MLS-Klubs vorgesehen, dies kam jedoch nicht zustande.
Die zweite Phase der Renovierungsarbeiten umfasste den Bau eines vierstöckigen Gebäudes, von dem aus man über das ganze Spielfeld blicken kann. Die Arbeiten haben im Anfang Sommer 2009 begonnen und wurden noch im Sommer desselben Jahres nach dem Bau des Gebäudes beendet. Die nächste Phase der Renovierung von 2010 bis 2011 beinhaltete eine weitere Reduzierung der Sitzplätze und die Erweiterung des Nordteils des Stadions für einen Studentensektor. Des Weiteren gehören Büros dazu, an die auch Unterkünfte und Finanzbuchhaltungen angeschlossen sind. Außerdem finden im knapp 9.300 m² großen Komplex Studien- und Hörsäle Platz. Die Grunderneuerung wurde 2012 abgeschlossen. Die Baumaßnahmen kosteten 54 Mio. US-Dollar. Das Stadion bietet gegenwärtig 22.000 Plätze.

## Fußball
Nachdem das Stadion nach dem Entfernung der Leichtathletikanlage und der Verlegung eines Kunstrasens von der FIFA kommissioniert wurde, durfte man offiziell Fußballspiele auf dem Feld, das zuvor nur den Football-Teams vorbehalten war, austragen. Der Miami FC aus der als zweitklassig angesehenen USL First Division (USL-1) war der erste Fußballfranchise, der das Stadion im 2009 als Heimspielstätte bezeichnen durfte.
Außerdem wurde „The Cage“ als Austragungsort von Spielen im CONCACAF Gold Cup 2009 ausgewählt. Am 10. Juli wurden im FIU Stadium die beiden Gruppenspiele der Gruppe A, Costa Rica gegen Kanada (2:2) und El Salvador gegen Jamaika (0:1), ausgetragen. Beim CONCACAF Gold Cup 2011 fanden am 10. Juni die beiden Vorrundenspiele Jamaika gegen Guatemala (2:0) und Grenada gegen Honduras (1:7) im Stadion der FIU statt.
Seit 2016 trägt das Team des Miami FC, bis 2017 in der North American Soccer League, seine Partien im Riccardo Silva Stadium aus. Seit 2020 ist das Franchise in der USL Championship vertreten.

## Trivia
- Das Riccardo Silva Stadium war seit seinem Bau ein einziges Mal mit 21.010 Plätzen ausverkauft. Dies geschah am 27. November 2004 beim Football-Spiel gegen das College-Football-Team der Florida A&M University, das die FIU Golden Panthers mit 40:23 gewannen.
- Die Anlage ist seit der Schließung des Aloha Stadium Ende 2020 das am südlichsten gelegene Stadion der „NCAA Division I“.